# 운송 약관
운송 약관은 대중 교통에서의 약관이다. 운임이나 부정 승차에 대한 대처 기준등이 언급되어 있다.

## 한국
최초의 운송 약관은 경인선의 경인간 철도 규칙이다.
서울과 인천 사이에 놓은 철도규칙을 다음과 같이 게재한다.

제1조 철도에 운전하는 화륜거를 타는 자는 어떤 사람이든지 먼저 표값을 내고 차표를 사서 차를 타고 차에서 내린 후에는 차표를 차주에게 내어라.

제2조 어떤 사람이든지 표값을 내지 않고 차를 타거나 자기가 가진 등급보다 고등급 차에 타고 가는 자는 그 차표에 정한 외에 찻값을 리수 원근과 등급의 어떠한 것을 물론하고 한사람에 5전씩 받는다.

제3조 돌림병을 앓은 사람은 승차를 거절한다.

제4조 미치거나 난잡한 자는 승차를 거절한다.

제5조 어떤 사람이든지 정거장과 철도소 안에 있는 각종 표지와 기계, 짐, 목침목, 담을 파손하는 자는 회사에게 적당한 배상을 해야한다.

제6조 차타는 사람의 손에 든 물건은 따로 운임을 받지 아니하며 차안에서 물건이 상하거나 차표를 잃어버리더라도 회사에서는 책임을 지지 않는다.

제7조 귀중품이나 금, 은, 그릇, 각종 표문건, 어음, 지전, 구슬, 금덩이, 모피, 상등의복, 단필, 서화 등 귀한 물건은 운송하는 비용이나 보험료를 내지 않으면 회사에서는 그 손해에 대하여 책임이 없다.

제8조 소와 말과 산짐승을 수송하는데 보험료를 내지 않으면 그 손해에 대해서 회사는 책임이 없고 만일 보험료를 낸 자라도 배상하는 돈은 말은 한 마리에 10원 안이요. 소는 한 마리에 20원 안이요. 다른 동물은 한 마리에 3원 안으로 정한다.

제9조 위험한 물건이라는 것은 화약, 폭발물, 동물과 생석회이며 석유, 초, 성냥 등 불이 나면 다른 물건을 해치는 물건은 위험물로 취급한다.

제10조 잃어버리거나 상한 물건에 대한 손해배상은 회사가 재물을 거둔 후에 혹 관리하는 동안에 회사에서 게을리 하였을 때는 배상하나 재물주인이 소홀히 하였을 때는 회사에서 책임이 없다.

제11조 물건을 철도에 부칠 때 운임을 내며 특별히 후에 내기로 약조한 정거장에 당도하여 운임을 받고 물건과 교환한다.

제12조 철도소 안에 두는 물건과 차에 실은 물건의 잃은 것과 상한 것은 물건주인의 책임이요, 철도는 화물을 차에 실은 후 내리기까지만 보호한다.

제13조 차안에 틈이 없고 차가 부족한 때에는 차객과 화물을 거절한다.

제14조 회사에서 정하는 근은 영국근이니 곧 방이라 하고 자는 영국 척이니 12촌이요, 리는 영리이니 백윤(百輪)을 일쇄(一鎖)라 하고 80쇄를 리라하며 톤은 영국근수로 2천2백40근이요, 용적은 1백립 영척으로 한다.

제15조 차객과 화물의 임자는 이상의 조목을 굳게 지키되 만일 이 규칙을 준행치 않는 자는 차타며 화물운송허가를 얻지 못한다.

근은 파운드(453.59237g) 톤은 영국톤(롱 톤)으로 (1016.0469088kg) 자는 피트를 뜻한다.